# Фремен-Мерлебак
Фремен-Мерлебак (фр. Freyming-Merlebach) — коммуна на северо-востоке Франции, регион Гранд-Эст (бывший Эльзас — Шампань — Арденны — Лотарингия), департамент Мозель. Центр одноимённого кантона. 

## Географическое положение
Фремен-Мерлебак расположен в 330 км к востоку от Парижа, в 50 км к востоку от Меца. Стоит на реке Россель.

## История
- Город был образован слиянием двух коммун в 1971 году.
- Обе коммуны появились в начале XVII века.

## Демография
По переписи 2011 года в коммуне проживало 13 086 человек. 

## Достопримечательности
- Римская дорога по французско-германской границе.
- Долина реки Марль.
- Вилла-Луиза в квартале Сент-Фонтен, принадлежала богатой семье Мангаи
- Церковь Сен-Морис, квартал Фремен (1911-1913).
- Церковь Нотр-Дам-де-ла-Нативите, квартал Мерлебак (1926).

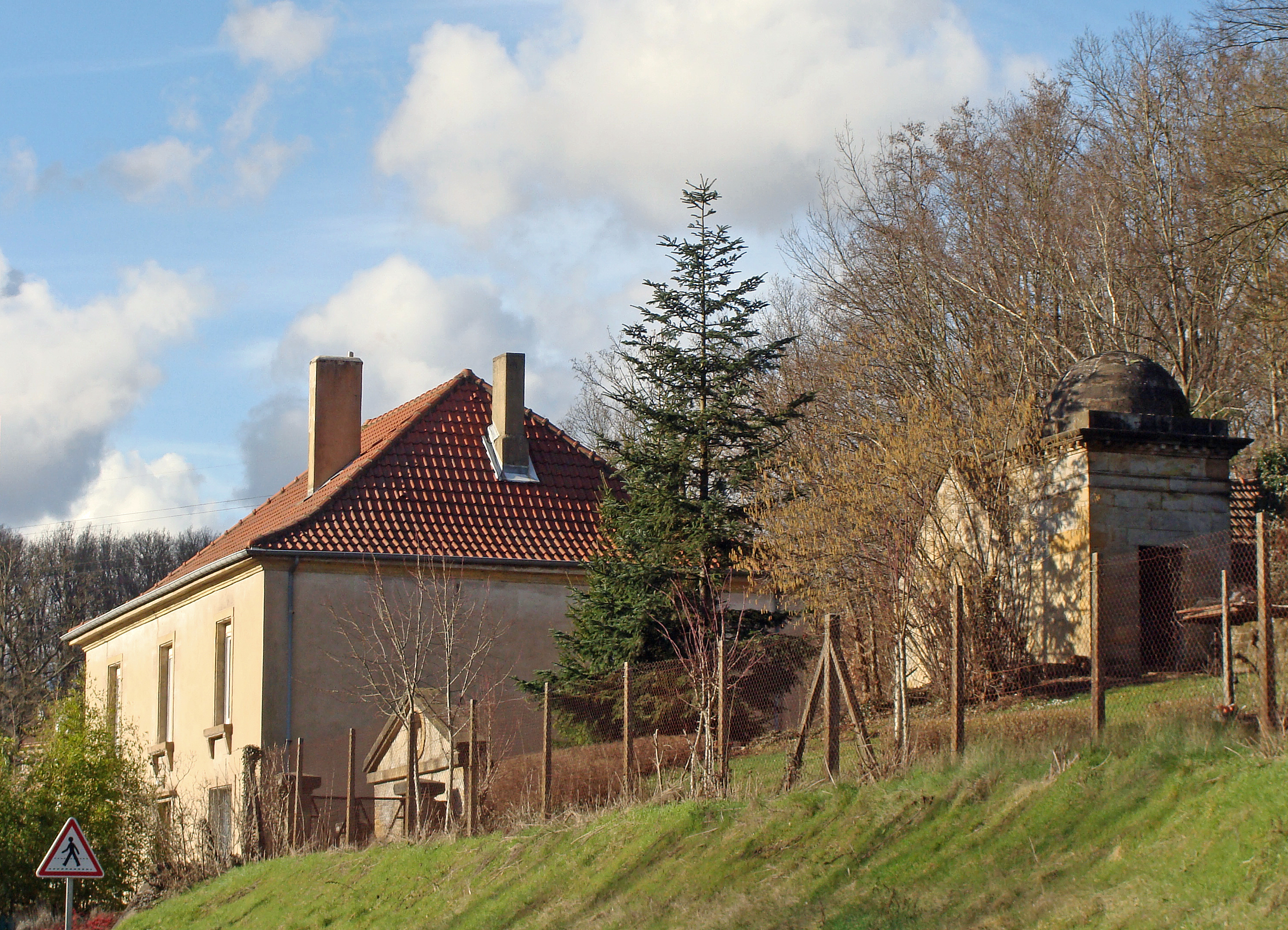
Вилла-Луиза и замок.
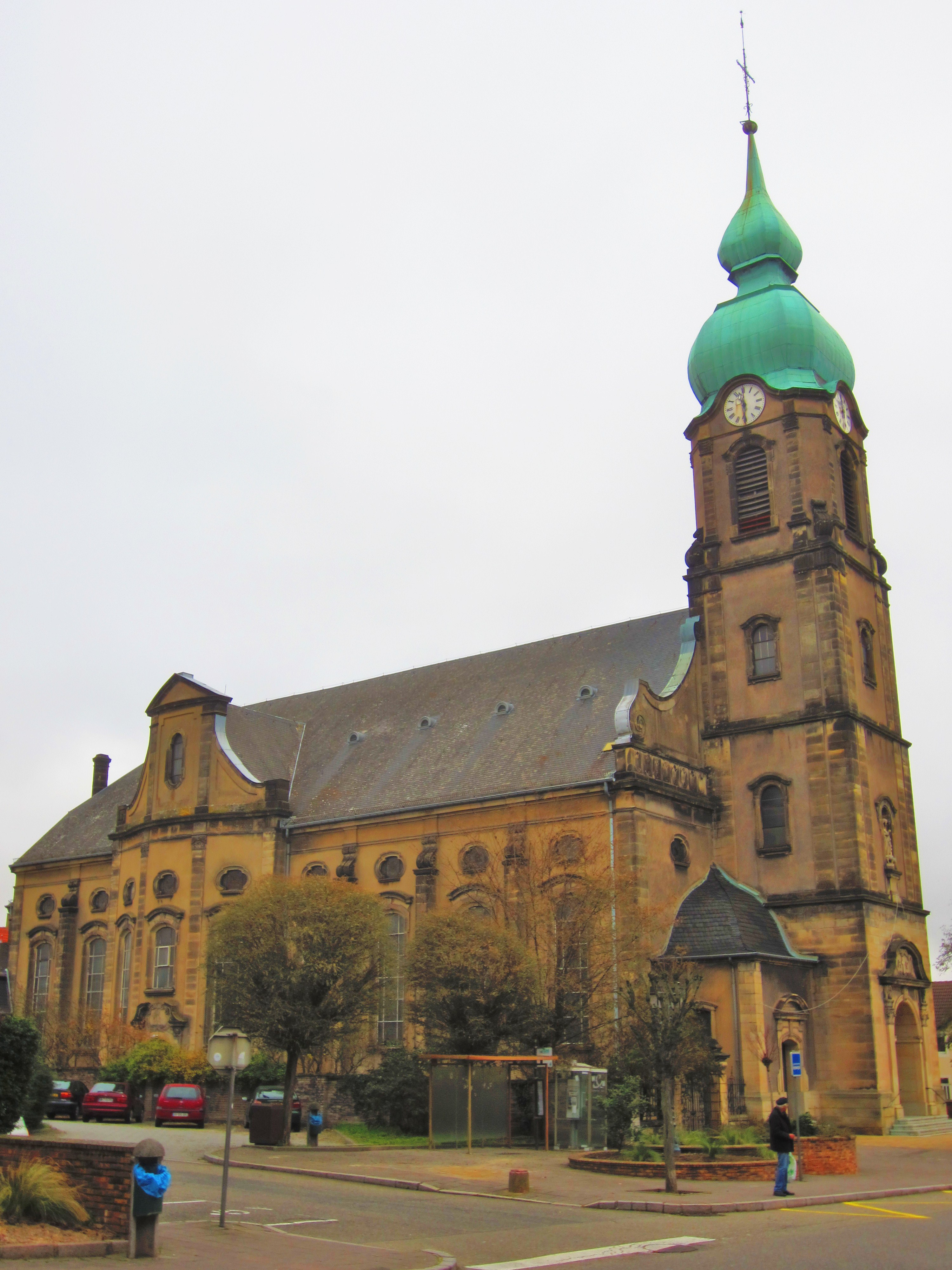
Церковь Сен-Морис во Фремене.
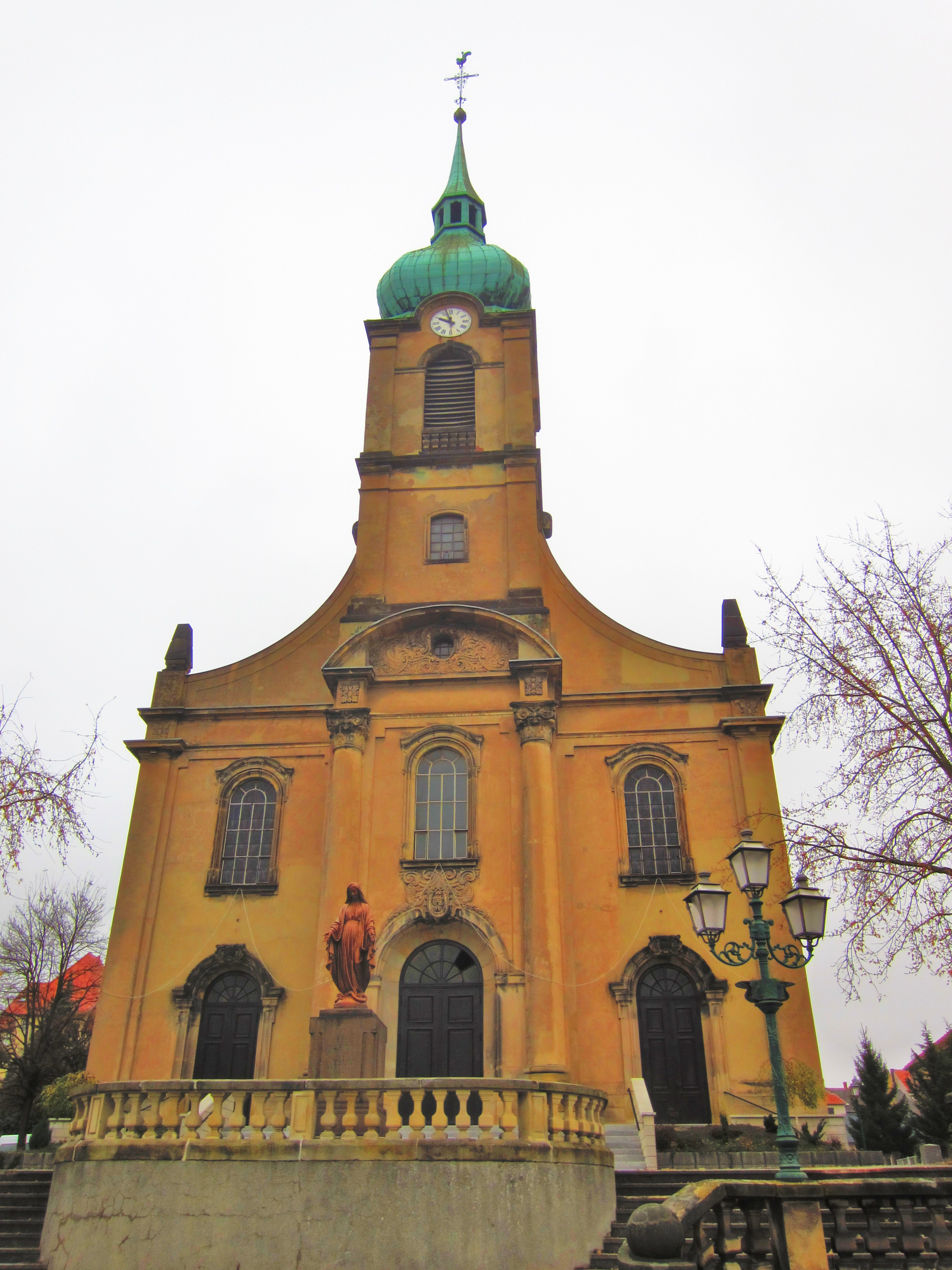
Церковь Нотр-Дам-де-ла-Нативите в Мерлебаке.
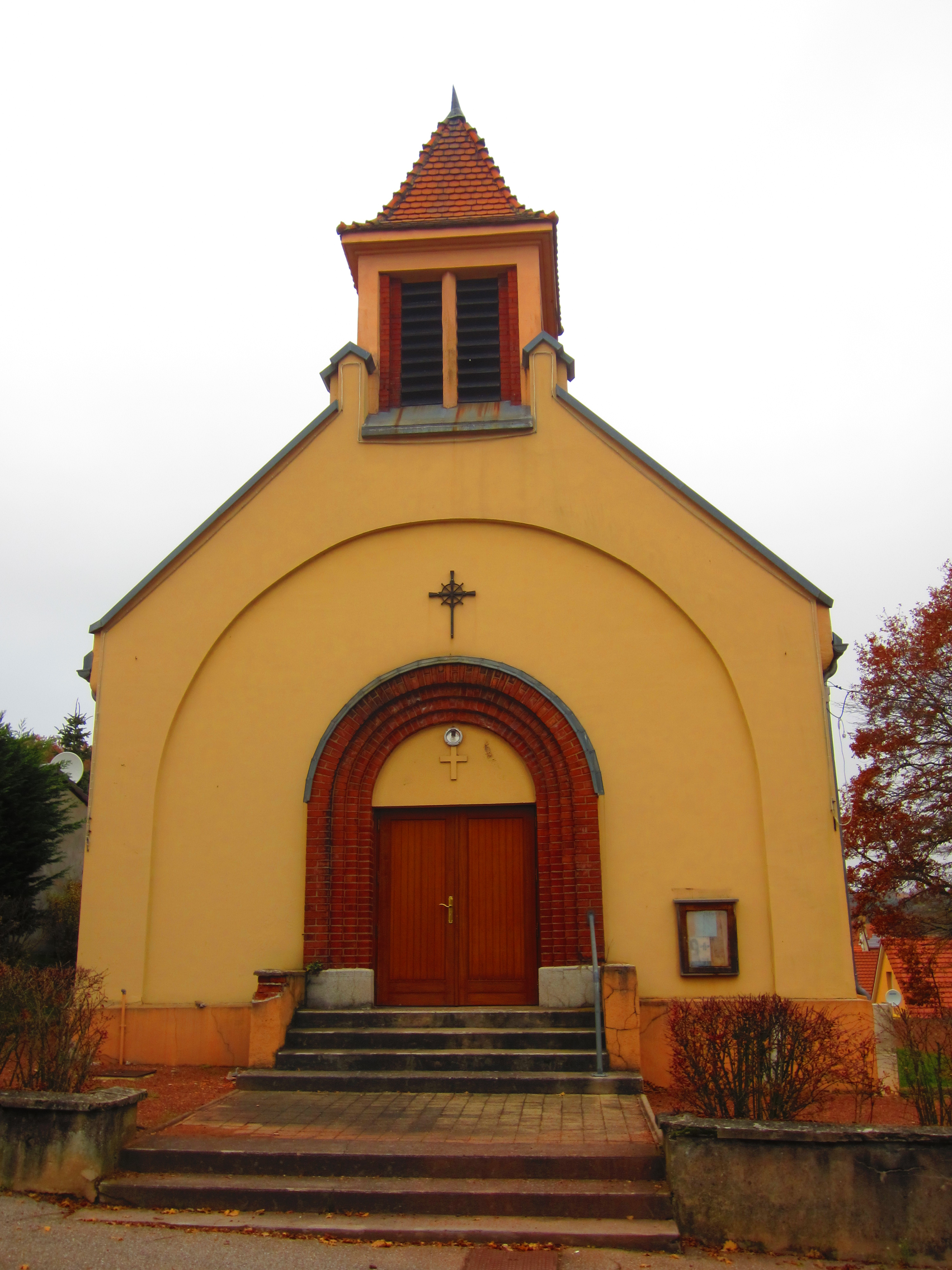
Церковь Нотр-Дам-де-Мин.
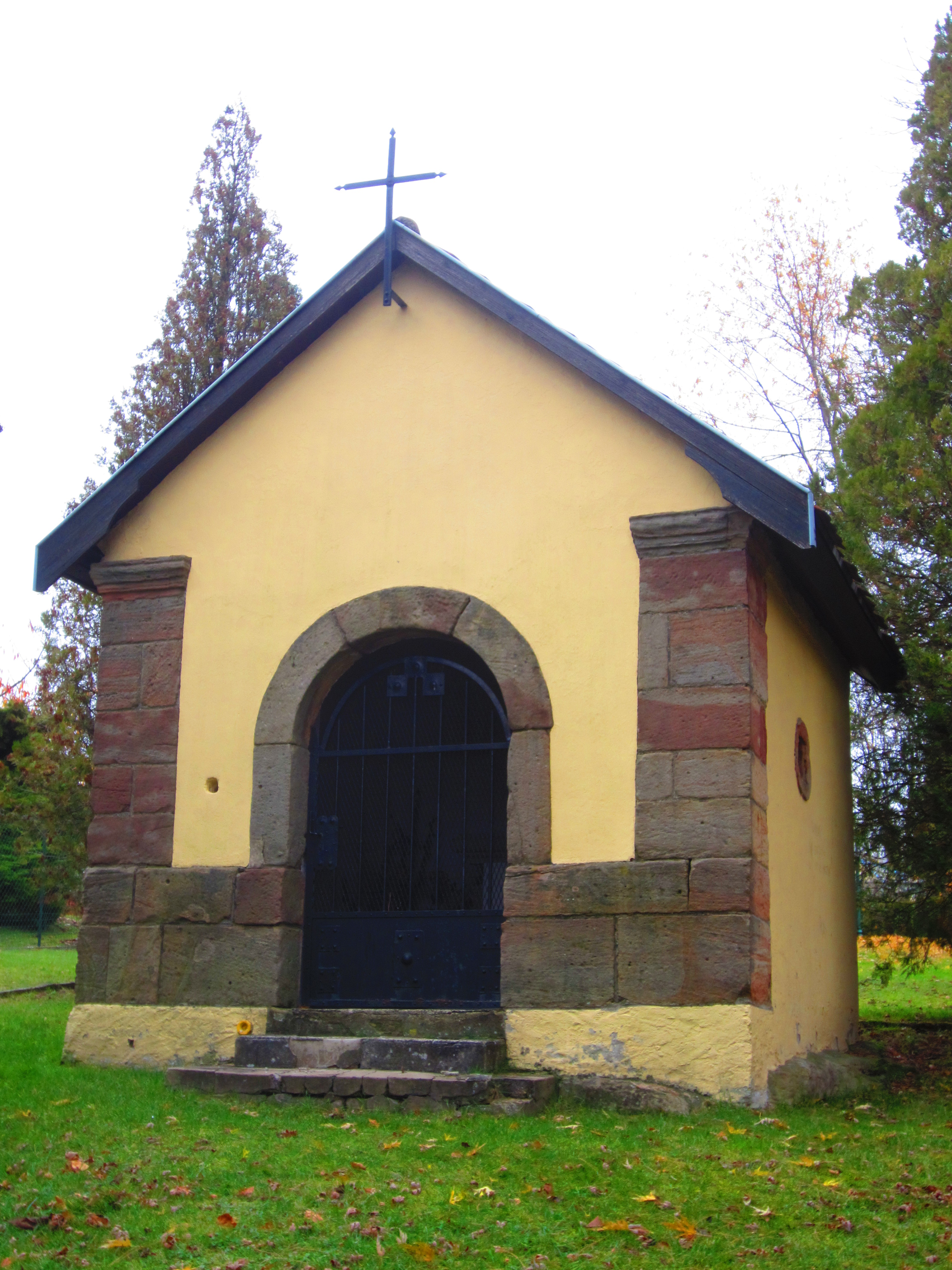
Часовня Святой Троицы.